# Panamerički kup u dvoranskom hokeju 2008.
4. Panamerički kup u dvoranskom hokeju  se održao 2008. godine.
Krovna međunarodna organizacija pod kojom se održalo ovo natjecanje je bila Panamerička hokejska federacija.

## Mjesto i vrijeme održavanja
Održao se u Argentini-u, u San Juanu od 19. do 23. studenog 2008.

## Natjecateljski sustav
Natjecanje se odvijalo u dva dijela. Prvi je bio po jednostrukom ligaškom sustavu. 

Za pobjedu se dobivalo 3 boda, za neriješeno bod, a za poraz ništa. Poredak na svršetku ligaškog dijela natjecanja je bio i konačnim poredkom.
U drugom dijelu se doigravalo za odličja. 
U poluzavršnici su igrali prvi i četvrti na ljestvici, a drugi par su činili drugi protiv trećeg na ljestvici. Pobjednici igrali za zlatno odličje, a poraženi za brončano odličje. 5. i 6. iz skupine su igrali za 5. mjesto.

## Završni poredak
| Mj. | Momčad    |
| --- | --------- |
| 1.  | SAD       |
| 2.  | Argentina |
| 3.  | Peru      |
| 4.  | Urugvaj   |
| 5.  | Paragvaj  |
| 6.  | Meksiko   |

| Osvajači Panameričkog kupa 2008. |
| -------------------------------- |
| SAD Prvi naslov                  |

## Vanjske poveznice
- (engl.) Panamerička hokejska federacija